# Pan (cráter de Amaltea)
Pan es el cráter más grande de Amaltea, una luna de Júpiter. Tiene 89 ± 4 kilómetros de diámetro y al menos 8 kilómetros de profundidad; su centro se encuentra en las coordenadas 55° N, 35° O. Su nombre se debe a Pan, el dios griego de los pastores y el campo, o al hijo de Amaltea y Hermes en algunas leyendas.